# Pfahlzug

Illustration eines idealisierten Pfahlzugs

Pfahlzug (englisch bollard pull) steht verkürzend sowohl für die Pfahlzugmessung, ein Verfahren zur Ermittlung der Zugkraft von Schiffsantrieben (insbesondere bei Schleppern), als auch für den dabei ermittelten maximalen Pfahlzug. Dieser Vergleichswert bezeichnet die Masse, die theoretisch von der Zugkraft des Schiffes gegen die Erdbeschleunigung angehoben werden könnte. Die Masse eines Schiffes, das mit dieser Kraft horizontal gezogen werden kann, ist demgegenüber weitaus höher. Die Schubkraft beim Bugsieren wird meist mit dem Pfahlzug gleichgesetzt.

## Pfahlzugmessung
Bei der Pfahlzugmessung wird eine Zugwaage zwischen der Schlepptrosse des Schiffes und einem Poller oder Pfahl angebracht. Für unterschiedliche Leistungsstufen des Schiffsantriebs kann die erzeugte Zugkraft an der Zugwaage abgelesen werden. Deren Maximum muss, hydrodynamisch bedingt, nicht zwingend bei der maximalen Maschinenleistung oder -drehzahl liegen.
Bei der Pfahlzugmessung hat der Propeller mangels Schiffsbewegung durch das Wasser immer 100 Prozent Schlupf, was ein hydrodynamisch ungünstiger Betriebszustand ist, ein wenig vergleichbar mit durchdrehenden Antriebsrädern eines Landfahrzeuges. Schlepperpropeller sind jedoch dafür optimiert. Sie sind großflächig, um Wasserströmung mit einem großen Querschnitt zu erzeugen, haben wenig Steigung, da diese Strömung bei stehendem Schiff langsam ist, und drehen sich sehr langsam, um leistungsmindernde Strömungsabrisse zu vermeiden.
Der so ermittelte maximale Pfahlzug wird in der Regel in Kilogramm oder in metrischen Tonnen angegeben, obwohl bei der Messung eine Kraft ermittelt wird (vgl. Gewichtskraft; 1 t ≙ 9,81 kN). Ist nur von „tons“ die Rede, können eventuell auch Gewichtseinheiten aus dem angloamerikanischen Maßsystem gemeint sein.

## Pfahlzug in der Praxis
Die tatsächlich nutzbare Schub- und Zugkraft kann zum Teil erheblich vom maximalen Pfahlzug abweichen und ist abhängig von Wind, Strömung, Wassertiefe, Seegang und insbesondere der Fahrgeschwindigkeit, die über den tatsächlichen Schlupf und die Propelleranströmung entscheidet.
Der Pfahlzug von Hochseeschleppern kann über 250 Tonnen betragen (bei der Island Victory sind es gar 477 Tonnen). Moderne Hafenschlepper entwickeln einen Pfahlzug von 20 bis 60 Tonnen.
Gut ausgelegte Schlepperantriebe erreichen einen Pfahlzug von über 15 Kilogramm pro Kilowatt installierter Antriebsleistung. Fischkutter und Trawler für die Schleppnetzfischerei erreichen ähnliche Werte.
Die auf Rentabilität ausgelegten Antriebe für Passagier- oder Frachtschiffe und langsame Segel- und Motoryachten erreichen etwa 10 kg/kW, Schnell- und Rennboote können deutlich unter 5 kg/kW liegen. Die Antriebe der letztgenannten Schiffstypen erreichen ihren maximalen Wirkungsgrad erst, wenn sie mit ihrer Auslegungsgeschwindigkeit angeströmt werden. Die dabei entwickelte Kraft steht in keinem direkten Zusammenhang zum Pfahlzug, weil diese Antriebe für einen möglichst schlupfarmen Betrieb ausgelegt sind. Für solche Schiffe wird in der Regel auch keine Pfahlzugmessung durchgeführt, sondern es werden die Zeit oder die Strecke gemessen, die zum Beschleunigen auf eine vorgegebene Geschwindigkeit oder zum Abbremsen benötigt wird.